# Mirrors (藤倉大)
Mirrors (ミラーズ)は、日本の作曲家、藤倉大が2009年に作曲した、6台のチェロのための作品である。また作曲者自身によって編曲された12台のチェロのための版も存在する。

## 作曲の経緯
作品はシカゴ交響楽団から、任意の6人の楽器奏者のための室内楽作品という条件の委嘱によって制作された。
余談ではあるが、藤倉は作品の完成後、シカゴを訪れた際、アニッシュ・カプーアの彫刻「Cloud Gate」を見て、作品制作時は考えていなかったものの、この作品の視覚的効果がこの作品と非常に似通っていたとプログラムノートで述べている。

## 初演
世界初演は2010年1月24日にアメリカのシカゴで行われたピエール・ブーレーズの85歳を祝う演奏会で、クリフ・コルノットの指揮、シカゴ交響楽団のチェロセクションのメンバーらによって初演された。
日本初演は2012年10月11日に東京のサントリーホールで行われた「作曲家の個展2012－藤倉大」で、12台のチェロ版として改訂初演された。

## 楽曲構成
演奏時間は約12分。
作品はタイトルのように、6人 (または12人)の奏者の演奏や、音楽上の和声が鏡写しのような関係になっている。こうした状態を藤倉は自身のプログラムノートで「催事場のミラーハウスに入ったかのような様態」と表現している。